# Grónské referendum o alkoholu 1978
Dne 20. června 1978 se v Grónsku konalo dvoudílné referendum o alkoholu. Voliči byli dotázáni, zda souhlasí se zákazem nebo přídělovým systémem alkoholu. Zákaz alkoholu odmítlo 55 % voličů, zatímco návrh na příděly alkoholu schválilo 58 % voličů.

## Výsledky
Jste pro úplný zákaz alkoholických nápojů?
| Volba  | Počet hlasů | %     |
| ------ | ----------- | ----- |
| Pro    | 5,620       | 44.90 |
| Proti  | 6,898       | 55.10 |
| Celkem | 12,518      | 100   |

Pokud by nedošlo k úplnému zákazu, uvažovali byste o přídělech?
| Volba   | Počet hlasů | %     |
| ------- | ----------- | ----- |
| For     | 6,236       | 58.76 |
| Against | 4,376       | 41.24 |
| Celkem  | 10,612      | 100   |

## Následky
Po referendu byl v srpnu 1979 zaveden přídělový systém.Dospělí starší 18 let měli měsíčně omezený počet 72 „bodů“. Láhev piva o objemu 33 cl odpovídala jednomu bodu. Kromě toho byl zaveden zákaz domácího vaření piva a dovozu sladu a chmele.
Bodový systém vedl k obchodování s body, kdy se body prodávaly až za 25 dánských korun, zatímco cena láhve piva byla pouhých 5 korun. Spotřeba však do roku 1980 klesla z 18,7 litru na osobu na 13,8 litru. Po zrušení přídělového systému v roce 1982 spotřeba vzrostla na 22 litrů na osobu.